# Wierzchowo-Dworzec
Wierzchowo-Dworzec (niem. do pocz. XX w. Bahnhof Firchau, do 1946 Firchau-Ostbahn) – osada kolejowa w Polsce położona w województwie pomorskim, w powiecie człuchowskim, w gminie Człuchów na linii kolejowej nr 203 Tczew – Kostrzyn. Wieś jest siedzibą sołectwa Wierzchowo-Dworzec, w którego skład wchodzi również miejscowość Wierzchowo - osada PGR.
W latach 1946–1950 osada należała do województwa szczecińskiego, następnie od 1950 do 1975 do województwa koszalińskiego, a w okresie 1975–1998 do województwa słupskiego.